# Mark Salling
Mark Wayne Salling (Dallas, 17 agosto 1982 – Los Angeles, 30 gennaio 2018) è stato un attore, musicista e cantante statunitense, noto principalmente per il ruolo di Noah Puckerman nella serie televisiva Glee.

## Biografia
Nato e cresciuto a Dallas, in Texas, si diploma nel 2001 alla Lake Highlands High School, successivamente studia musica alla Los Angeles Music Academy College of Music di Pasadena. Debutta come attore a soli quattordici anni nel film Inferno a Grand Island, in seguito appare in un episodio di Walker Texas Ranger. Appassionato fin da piccolo alla musica, suonava la chitarra, il pianoforte, il basso, la batteria e la fisarmonica. Nel 2007 ha pubblicato il suo album di debutto, Smoke Signals, sotto lo pseudonimo Jericho. L'album è stato distribuito tramite iTunes e contiene una cover di Sweet Caroline di Neil Diamond. Salling è autore di tutte le sue canzoni, che spaziano dall'indie rock al rock alternativo, ispirandosi ai suoi idoli Thom Yorke e Trent Reznor, Salling propone una musica che abbraccia diversi generi, dal country al jazz fino al pop rock. Nel 2009, dopo diversi provini, ottiene il ruolo Noah "Puck" Puckerman nella serie televisiva della Fox Glee.
Salling è stato accusato nel 2013 dall'ex ragazza, Roxanne Gorzela, che ha dichiarato di essere stata forzata ad avere rapporti sessuali non protetti. L'attore ha negato le accuse e ha presentato una controquerela per diffamazione. In seguito a un accordo da quasi 3 milioni di dollari, la donna ha ritirato la denuncia di violenza e l'attore si è dichiarato colpevole di averla fatta cadere e averle provocato delle ferite "per negligenza". Il 29 dicembre 2015 è stato arrestato per possesso di materiale pedo-pornografico. All'interno del suo computer erano state trovate cinquantamila fotografie di minorenni. Il 5 ottobre 2017 si è dichiarato colpevole per il reato e stringendo un accordo legale che prevedeva la sua presenza nei registri di chi ha compiuto reati di tipo sessuale. Salling doveva sottoporsi a un programma di riabilitazione e gli era stato vietato ogni contatto con chiunque avesse un'età inferiore ai 18 anni. Doveva inoltre mantenersi a distanza dai luoghi frequentati da minori. L'attore era in attesa della sentenza, che sarebbe arrivata il 7 marzo: rischiava tra i quattro e i sette anni di prigione, con le attenuanti dovute al patteggiamento. Il 30 gennaio 2018, all'età di 35 anni, si è suicidato.

## Filmografia

### Cinema
- Inferno a Grand Island (Children of the Corn: The Gathering), video, regia di Greg Spence (1996)
- The Graveyard, video, regia di Michael Feifer (2006)

### Televisione
- Walker Texas Ranger – serie TV, 1 episodio (1999)
- Glee: Director's Cut Pilot Episode – film TV (2009)
- Un gelataio a Wall Street (Rocky Road) – film TV (2014)
- Glee – serie TV, 80 episodi (2009-2015)

## Discografia
- 2007 – Smoke Signals (come Jericho)
- 2010 – Pipe Dreams

## Doppiatori italiani
Nelle versioni in italiano delle opere in cui ha recitato, Mark Salling è stato doppiato da:
- Andrea Mete in Glee, Glee: The 3D Concert Movie
- Paolo Vivio in Inferno a Grand Island
- Francesco Cavuoto in The Graveyard